# Cypraeovula edentula
Cypraeovula edentula is een slakkensoort uit de familie van de Cypraeidae. De wetenschappelijke naam van de soort is voor het eerst geldig gepubliceerd in 1825 door Gray.